# Icteranthidium limbiferum
Icteranthidium limbiferum är en biart som först beskrevs av Morawitz 1875.  Icteranthidium limbiferum ingår i släktet Icteranthidium och familjen buksamlarbin. Inga underarter finns listade i Catalogue of Life.